# Sundance Kid
Harry Alonzo Longabaugh (Mont Clare, Pensilvania, 1867−San Vicente, Bolivia, 7 de noviembre de 1908), a veces escrito Longbaugh, también conocido como el Sundance Kid, fue un famoso pistolero y ladrón estadounidense, miembro de la banda Wild Bunch y amigo de Butch Cassidy en el Lejano Oeste.

## Notoriedad, amistad con Butch Cassidy
Nació en Mont Clare, en el estado de Pensilvania (Estados Unidos). En 1887, Harry Longabaugh fue condenado por robo de caballos y sentenciado a 18 meses de prisión en Sundance (Wyoming). A causa de este período en prisión más tarde se le conocerá por el apodo de Sundance Kid.
Es probable que Longabaugh conociera a Butch Cassidy, cierto tiempo después de que Cassidy fuera liberado de prisión en 1896, para formar la banda llamada "Wild Bunch". Junto con los otros integrantes de la banda, llevaron a cabo la sucesión de robos a bancos más larga en la historia americana y del lejano oeste.
Se sabe muy poco de las andanzas de Longabaugh antes de su asociación con Cassidy. Sin embargo, sí se sabe que en 1891 a la edad de 25 años, Harry Longabaugh trabajaba como peón de rancho en el Bar U Ranch en Alberta (Canadá).
El Bar U era uno de los ranchos más grandes explotados comercialmente por aquella época.

## Sundance Kid asesino o simple pistolero

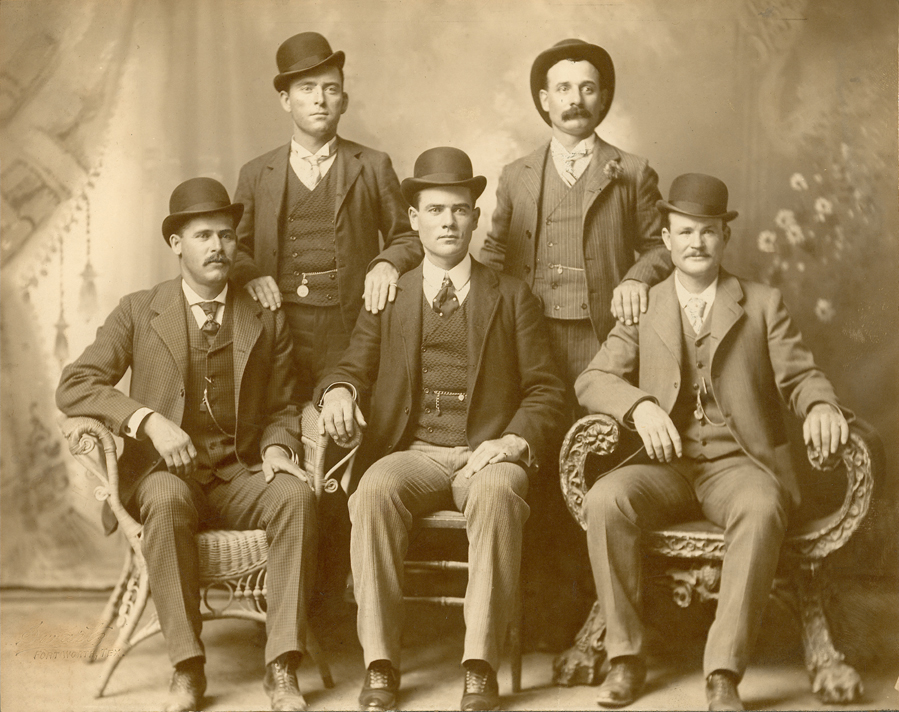
De izquierda a derecha (sentados): Harry A. Longabaugh (alias Sundance Kid), Ben Kilpatrick (alias Tall Texan), Robert Leroy Parker (alias Butch Cassidy). De pie: Will Carver (alias News Carver) y Harvey Logan (alias Kid Curry). Foto tomada en Fort Worth (Texas) en 1901.

Si bien Longabaugh era sumamente rápido con la pistola y a menudo se lo describe como un "pistolero", no existe información que acredite que Longabaugh hubiera matado a nadie antes del famoso tiroteo en Bolivia en el que se supone que murieron Cassidy y él. Así, Longabaugh alcanzó gran fama, quizás una fama errónea comparada con la fama de la que otros miembros de la banda, como el llamado "Kid" (Kid Curry), podían hacer gala ya que Curry mató a numerosos hombres durante su estancia en la banda.
Es posible que varias veces el "Sundance Kid" haya sido confundido con "Kid Curry" dado que muchos artículos hacían mención al "Kid". El Sundance Kid participó en un tiroteo con hombres de la ley que habían seguido a una banda liderada por George Curry hasta el escondite Hole-in-the-Wall y se cree que en dicho tiroteo hirió a dos hombres de la ley. Salvo dicha excepción, no se tiene información sobre su participación en otros tiroteos.
Históricamente, durante algún tiempo la banda fue conocida por la ausencia de violencia en sus robos recurriendo más a la intimidación y a la negociación, no obstante, la captura de la banda les hubiera condenado a la horca irrevocablemente. Sin embargo, esta característica o personalidad de la banda no parece ser demasiado exacta y parece deberse más a las historias inventadas por Hollywood donde se los presentaba generalmente como no violentos. En realidad, varias personas fueron asesinadas por miembros de la banda, incluidos cinco oficiales de la ley a quienes se sabe que asesinó Kid Curry. Afiches de "Buscados vivos o muertos" fueron colocados a lo largo de todo el país, ofreciendo recompensas de hasta 30.000 dólares por cualquier información que condujera a su captura o su muerte.
Su escondrijo predilecto era un sitio que ellos llamaban el Agujero en la Pared, ubicado cerca de Buffalo (Wyoming). Desde allí emprendían sus correrías para luego retirarse al mismo con gran confianza de que no serían encontrados, dado que se encontraba en las zonas altas de la montaña, y con buena visibilidad que permitía vigilar en todas direcciones. Sin embargo un grupo de detectives de la agencia Pinkerton al mando de Charlie Siringo, intentó durante varios años atrapar a la banda.
Para que las cosas se calmaran un tanto y buscando nuevas oportunidades para sus andanzas delictivas, Cassidy y Longabaugh, salieron de Estados Unidos el 20 de febrero, de 1901. Longabaugh junto con Butch Cassidy y Etta Place la "esposa" de Longabaugh, viajaron hacia Buenos Aires, Argentina, en el barco inglés Herminius.
Terminaron instalándose en la patagónica población argentina de Cholila, en la montañosa y fría región de Los Alerces.
Según una hipótesis, Butch y Sundance murieron en un enfrentamiento con soldados en Bolivia ocurrido en noviembre de 1908, luego que ambos se alzaran con el dinero de los salarios de una compañía minera en Bolivia. Según ciertos informes, ambos se trenzaron en un largo tiroteo con los soldados, que los habían rodeado en un edificio en San Vicente, concluyendo el enfrentamiento con la muerte de los dos.
Sin embargo, existe alguna evidencia que sugiere que uno o ambos regresaron a los Estados Unidos, donde Longabaugh moriría en 1936. El tema es objeto de debate.

## Otros alias de Harry Longabaugh
- The Sundance Kid
- Frank Smith[4]
- H. A. Brown[4]
- Harry A. Place o Harry Annie Place (su apellido materno era Annie).
- Harry Long
- Don Cardona

## Cultura popular
- En Fort Worth (Texas) existe un parque llamado Sundance Square.
- En la película Butch Cassidy and the Sundance Kid (1969) ―conocida en España como Dos hombres y un destino―, Robert Redford interpretó a Sundance Kid. Más tarde Redford nombraría al Sundance Film Festival por el Sundance Kid.
- En la película Butch and Sundance: the early days (1979), William Katt interpretó a Sundance Kid junto a Tom Berenger como Butch.
- En la canción "Black Treacle" de la banda británica Arctic Monkeys, Alex Turner canta: "I feel like the Sundance Kid behind a synthesiser"
- Como un Drifter en el manga, y posterior adaptación de anime, de Drifters (escrito e ilustrado por Kōta Hirano), en donde es trasladado a un mundo paralelo donde se reencontrará con Butch Cassidy y otros personajes históricos, para luchar contra el Rey Oscuro y sus Ends.
- En la película Blackthorn (2011) se narra la historia de Butch Cassidy y Sundance Kid bajo el supuesto de que ambos hubiesen sobrevivido al tiroteo de San Vicente.[5]